# Адміністративний устрій Онуфріївського району
Адміністративний устрій Онуфріївського району — адміністративно-територіальний поділ Онуфріївського району Кіровоградської області на 2 селищні ради та 11 сільських рад, які об'єднують 28 населені пункти та підпорядковані Онуфріївській районній раді. Адміністративний центр — смт Онуфріївка.

## Список радОнуфріївського  району
| №  | Назва                        | Центр           | Населені пункти                                                                    | Площа км² | Населення (2001), чол. | Місце за населенням |
| -- | ---------------------------- | --------------- | ---------------------------------------------------------------------------------- | --------- | ---------------------- | ------------------- |
| 1  | Онуфріївська селищна рада    | смт Онуфріївка  | смт Онуфріївка                                                                     |           |                        |                     |
| 2  | Павлиська селищна рада       | смт Павлиш      | смт Павлиш с. Браїлівка с. Шевченка                                                |           |                        |                     |
| 3  | Василівська сільська рада    | с. Василівка    | с. Василівка                                                                       |           |                        |                     |
| 4  | Вишнівцівська сільська рада  | с. Вишнівці     | с. Вишнівці с. Лозуватка                                                           |           |                        |                     |
| 5  | Деріївська сільська рада     | с. Деріївка     | с. Деріївка                                                                        |           |                        |                     |
| 6  | Зибківська сільська рада     | с. Зибкове      | с. Зибкове                                                                         |           |                        |                     |
| 7  | Камбурліївська сільська рада | с. Камбурліївка | с. Камбурліївка                                                                    |           |                        |                     |
| 8  | Куцеволівська сільська рада  | с. Куцеволівка  | с. Куцеволівка с. Ясинуватка                                                       |           |                        |                     |
| 9  | Мар'ївська сільська рада     | с. Мар'ївка     | с. Мар'ївка с. Федорівка                                                           |           |                        |                     |
| 10 | Млинківська сільська рада    | с. Млинок       | с. Млинок с. Морозівка с. Петрівка с. П'ятомиколаївка                              |           |                        |                     |
| 11 | Омельницька сільська рада    | с. Омельник     | с. Омельник с. Байдакове                                                           |           |                        |                     |
| 12 | Попівська сільська рада      | с. Попівка      | с. Попівка с. Калачівка с. Костянтинівка с. Любівка с. Павловолуйськ с. Солдатське |           |                        |                     |
| 13 | Успенська сільська рада      | с. Успенка      | с. Успенка с. Дача                                                                 |           |                        |                     |

- с. - село
- смт - селище міського типу